# Armina euchroa
Armina euchroa is een slakkensoort uit de familie van de Arminidae. De wetenschappelijke naam van de soort is voor het eerst geldig gepubliceerd in 1907 door Bergh.